# Vesicomyidae
Vesicomyidae је породица слановодних морских шкољки, које припадају надпородици Glossoidea.

## Родови и врсте
Родови и врсте из породице Vesicomyidae:
- Adulomya Kuroda, 1931 (садржи Ectenagena, могу бити синонимом Pleurophopsis)
  - Adulomya elongata (Dall, 1916)
  - Adulomya extenta (Krylova & Moskalev, 1996)
  - Adulomya phaseoliformis (Métivier, Okutani & Ohta, 1986)
  - Adulomya kaikoi (Okutani & Métivier, 1986)
  - Adulomya uchimuraensis Kuroda, 1931 (fossil)
- Calyptogena Dall, 1891
  - Calyptogena magnifica
  - Calyptogena pacifica Dall, 1891
- Laubiericoncha von Cosel & Olu, 2008
  - Laubiericoncha angulata (Dall, 1896) (раније у Vesicomya)
  - Laubiericoncha chuni (Thiele & Jaeckel, 1931) (раније у Vesicomya)
  - Laubiericoncha myriamae von Cosel & Olu, 2008
  - Laubiericoncha suavis (Dall, 1913) (раније у Vesicomya)
  - Laubiericoncha sp. 'Edison Seamount'
  - Laubiericoncha sp. 'Gakkel Ridge'
- Vesicomya Dall, 1886
  - Vesicomya atlantica (E. A. Smith, 1885)
  - Vesicomya bruuni Filatova, 1969
  - Vesicomya caribbea Boss, 1967
  - Vesicomya cordata Boss, 1968
  - Vesicomya gigas (Dall, 1896)
  - Vesicomya leeana (Dall, 1889)
  - Vesicomya lepta (Dall, 1896)
  - Vesicomya ovalis (Dall, 1896)
  - Vesicomya pilula (Dall, 1881)
  - Vesicomya smithii Dall, 1889
  - Vesicomya stearnsii (Dall, 1895)
  - Vesicomya vesica (Dall, 1886)
- "Pleurophopsis" Van Winkle, 1919 (fossil, nomen dubium (сумњиво име), понекад укључени у Calyptogena)
  - "Pleurophopsis" peruviana Olsson, 1931 (fossil)
  - "Pleurophopsis" unioides Van Winkle, 1919 (fossil)